# ود الماحي
ود الماحي هي قرية في ولاية النيل الأزرق بالسودان. ويبلغ عدد سكانها 110831 نسمة، وكانت أحد المواقع الرئيسية لاشتباكات النيل الأزرق عام 2023.

## الجغرافيا والمناخ
في عام 2022، يبلغ عدد سكان منطقة ود الماحي، الواقعة في ولاية النيل الأزرق ، حوالي 110.831 نسمة، من بينهم 1.971 لاجئًا إثيوبيًا. تقع المنطقة على ارتفاع 508 متر (1,667 قدم) فوق مستوى سطح البحر. وتقع على بعد حوالي 50 كيلومتر (31 ميل) من الدمازين مركز منطقة النيل الأزرق وحوالي 511 كيلومتر (318 ميل) من العاصمة السودانية الخرطوم.
وتوجد منطقة أخرى تحمل نفس الاسم في ولاية الجزيرة عند 14°4'54.12"N و33°28'7.68"E.

## تاريخ
وفي ديسمبر 2017، أعلن والي ولاية النيل الأزرق حسين ياسين حمد عن تعيين محمد الماحي معتمدا لمحلية ود الماحي.
وفي يناير 2020، أعلن اللواء ياسين إبراهيم عبد الغني، القائم بأعمال والي ولاية النيل الأزرق، أن حكومته تبذل جهوداً لمعالجة مشاكل توفير المياه بسبب الجفاف في المنطقة. وخصصت 8 مليارات جنيه سوداني، بدعم من اليونسيف، لإعادة تأهيل محطة مياه ود الماحي التي تزود عددا من المدن السكنية بالضفة الشرقية. وفي مارس 2020، بدأ عبد الغني مشروع الكهرباء في منطقة أم درفة الحلة بمحلية ود الماحي. وقام بنك الادخار للتنمية الاجتماعية بتمويل مشروع الكهرباء بتكلفة تزيد عن 121 مليون جنيه سوداني، وسلط عبد الغني الضوء على التقدم المحرز في معالجة ندرة مياه الشرب ومد طريق جديد باتجاه الحدود الإثيوبية. أكمل المشروع تركيب 400 عمود كهرباء ضغط عالي ومنخفض.

### اشتباكات النيل الأزرق 2022–2023
وفي يوليو 2022، اندلعت الاشتباكات في النيل الأزرق بمحلية ود الماحي بسبب نزاع على الأرض اندلع بين الهوسا من جهة، والبرتا والفونج من جهة أخرى. وقد اندلعت مواجهات يوليو/تموز جزئياً بسبب هذه النزاعات على الأراضي، وتفاقمت بسبب المنافسات السياسية. ويأتي تجدد أعمال العنف في أعقاب اندلاع سابق لها في منتصف يوليو/تموز، حيث أودت الاشتباكات الطائفية بحياة العديد من الأشخاص وأجبرت الآلاف على الفرار إلى مناطق أكثر أمانًا. وكان التأثير الإنساني للنزاع شديدًا، حيث نزح ما يقرب من 235,000، فردًا ولجأوا إلى ملاجئ مؤقتة، بما في ذلك المدارس والمخيمات القريبة. أدى إغلاق الأسواق بسبب أعمال العنف المستمرة إلى ترك السكان المحليين في حالة يرثى لها أثناء محاولتهم تلبية احتياجاتهم الأساسية، ولا تزال المكاتب الحكومية مغلقة.
وأدت الاشتباكات إلى احتجاجات في جميع أنحاء السودان، وخاصة بين مجتمع الهوسا، الذين يطالبون بالعدالة للضحايا. كما سلطت هذه الاحتجاجات الضوء على قضايا العنصرية والتهميش، حيث يُنظر إلى مجتمع الهوسا في السودان، الذي ينتمي إلى مجموعة الهوسا العرقية من غرب إفريقيا، على أنهم غرباء في السودان.